# Nestor de kroniekschrijver
Nestor de Kroniekschrijver of Nestor de Hagiograaf (Oudslavisch:Нестор Летописец; circa 1056 - circa 1114) was een monnik uit het Kievse Rijk, van wie bekend is dat hij de levens van twee heiligen heeft omschreven in het leven van de eerbiedwaardige Theodosius van de grotten van Kiev en het verslag over het leven en het martelaarschap van de gezegende passiedragers Boris en Gleb.
Traditioneel werd hem ook de Nestorkroniek toegeschreven waardoor hij de bijnaam "de Kroniekschrijver" kreeg. Tegenwoordig gaan verschillende moderne geleerden er echter vanuit dat hij hiervan niet de auteur was, omdat de Kroniek qua stijl en inhoud niet op de andere werken van Nestor lijkt. Gezien deze controverse noemen sommige geleerden hem liever Nestor de hagiograaf. 

## Biografie
Van Nestor is bekend dat hij rond het jaar 1073 een monnik van het Holenklooster in Kiev was. Het enige andere detail van zijn leven dat via overlevering bekend is, is dat hij samen met twee andere monniken de opdracht kreeg om de relikwieën van sint Theodosius van Kiev te vinden.
Nestor stierf rond het jaar 1114 en werd begraven in de Grotten van sint-Antonius. Hij is heiligverklaard door de oosters-orthodoxe kerk. Het lichaam van St. Nestor behoort tot de relikwieën die bewaard zijn gebleven in de Kiev Pechersk Lavra. Zijn feestdag wordt gevierd op 27 oktober. Hij wordt ook samen met andere heiligen van de Kiev-grotten Lavra herdacht op 28 september.

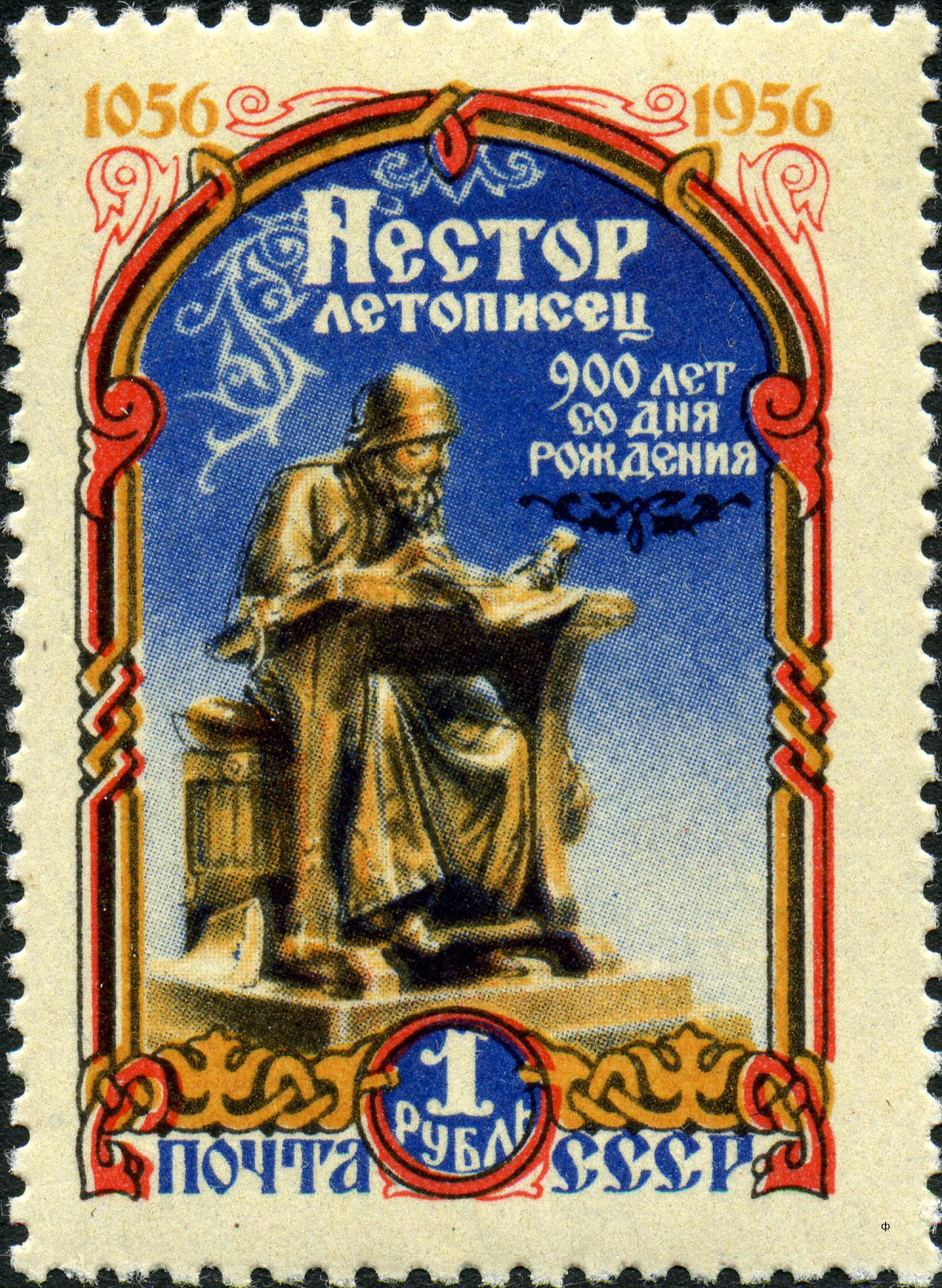
Nestor op een Sovjet-postzegel uit 1956